# Hearst Castle
Zamek Hearsta znany też jako La Cuesta Encantada to luksusowa posiadłość amerykańskiego magnata prasowego - Williama Randolpha Hearsta mieszcząca się w San Simeon w stanie Kalifornia.

## Historia
Rozpoczęcie budowy tej samotni miało miejsce w 1919. Projekty były głównie dziełem projektantki z San Francisco, Julii Morgan, którą Hearst poznał przez matkę, Phoebe Hearst. 
Planowanie, zakończone w 1921 roku, rozpoczęto od razu dla głównego budynku La Casa Grande (hiszp. Duży dom), oraz trzech willi: Casa del Mar (Dom morza), Casa del Monte (Dom gór) i Casa del Sol (Dom słońca). 
Przewidziano budowę dużych domów gościnnych, mieszczących od 10 do 18 pokoi, rozciągających się na kilku poziomach na zboczu wzgórza. Cały szczyt wyrównano otrzymując 51 ha przeznaczonych pod ogrody, korty tenisowe i szlak do jazdy konnej. Główny budynek - Casa Grande, zwieńczony dwoma bliźniaczymi wieżami, wzorowany na XVI-wiecznej, renesansowej hiszpańskiej katedrze, obejmował 130 pomieszczeń o łącznej powierzchni 5640 m². Zamek Hearsta był niczym małe samowystarczalne miasteczko: mieściło się w nim 56 sypialni, 61 łazienek, 19 pokoi dziennych, 127 akrów ogrodów, baseny, korty tenisowe, kino, lotnisko oraz największe na świecie prywatne zoo.
Posiadłość Hearsta często odwiedzało wiele znamienitych osób z Hollywood i świata polityki m.in. Charlie Chaplin, Rudolf Valentino, Cary Grant, Charles Lindbergh, Joan Crawford, Clark Gable, Bracia Marx, Calvin Coolidge i Winston Churchill.
La Cuesta Encantada nigdy nie została ukończona. Prace kontynuowano do 1937 roku, kiedy to nawet nieogarniona fortuna Hearsta została niemal zupełnie wyczerpana. Mocno zadłużony były potentat zmuszony był wtedy zmienić swój ekstrawagancki tryb życia i ograniczyć wydatki. W 1947 roku 84. letni Hearst opuścił San Simeon po raz ostatni. Gdy w 1951 zmarł, zaprzestano prac.

## Położenie
Do miejsca, w którym Hearst rozpoczął budowę swej posiadłości, w 1919 roku prowadziła jedynie zwykła polna droga. Nie było także obecnej szosy biegnącej wybrzeżem do Monterey. Pociąg dojeżdżał do San Louis Obispo, leżącego 64 kilometry od wybranego ustronia. Zamek Hearsta dzieliło około 400 km od Los Angeles i San Francisco.

## Wielkość

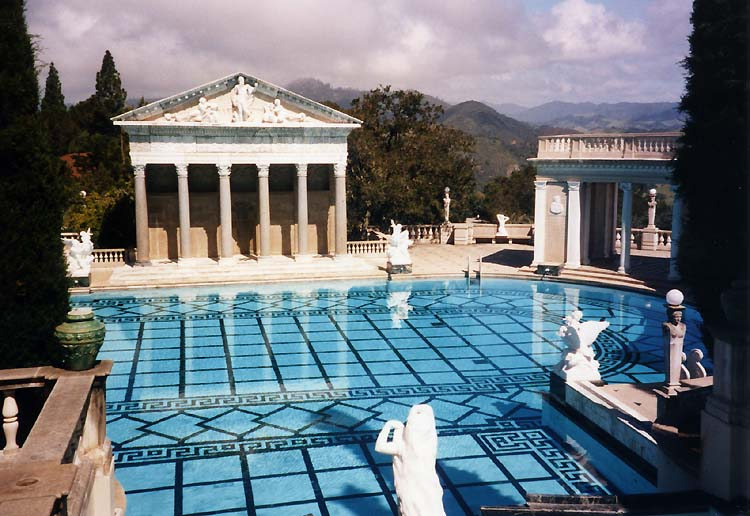
Basen Neptuna

- powierzchnia: 18 850 m²
- długość: 192 m

- liczba pomieszczeń: 340
- Casa Grande: 5 640m2
- Casa del Mar: 546 m²
- Casa del Monte: 213 m²
- Casa del Sol: 242 m²